# Joseph Vignat-Chovet
Joseph Vignat-Chovet est un négociant et homme politique français né à Saint-Étienne le 21 juin 1783 et mort dans la même ville le 4 juillet 1861. 

## Biographie
Fils d'un marchand armurier, il épouse en 1808 la fille d'un ancien jacobin qui s'était compromis dans la Terreur. D'abord employé, il fonde en 1812 la maison de rubanerieVignat-Chovet qui devait être récompensée lors des expositions industrielles de la Monarchie de Juillet en 1834, 1839 et 1844, occupant le premier rang dans le ruban nouveauté. Juge au tribunal de commerce, conseiller prud'homme (1835), membre de la chambre de commerce (1847-1848), il va sièger au conseil municipal pendant toute la Monarchie de Juillet. Nommé maire de Saint-Étienne à titre provisoire en 1839-1840, il est nommé de nouveau en 1846. Il se retire après la révolution de février 1848.